# Santiurde de Reinosa
Santiurde de Reinosa – gmina w Hiszpanii, w prowincji Kantabria, w Kantabrii, o powierzchni 30,98 km². W 2011 roku gmina liczyła 299 mieszkańców.